# Львівська цитадель
49°49′57″ пн. ш. 24°01′27″ сх. д. / 49.8325° пн. ш. 24.0241° сх. д.
Львівська цитадель — історико-культурний ландшафтний комплекс у Галицькому районі міста Львова, обмежений вулицями Вітовського, Коперника, Стефаника, Мартовича, Грушевського, Івана Франка. Пам'ятка архітектури місцевого значення (охоронний № 724-м). Взірець оборонної архітектури середини XIX століття та геологічна пам'ятка природи.

## Історія
Причиною спорудження військово-оборонного ансамблю у Львові була хвиля революцій, яка пройшла Європою та відома як «Весна народів». Листопадова революція 1848 року у Відні зробила свій відлуння у Львові збройним повстанням, яке було придушене, та австрійська влада для зміцнення своїх позицій вже 24 листопада 1848 року видала наказ L6096: для всіх великих міст «…знайти відповідні споруди для артилерії та військових запасів, які малими зусиллями могли б стримати народ…». 1848 року була створена спеціальна комісія для вибору місця під будівництво майбутньої Цитаделі, яку очолив генерал Вільгельм Карл Конрад фон Гаммерштайн, до її складу увійшли також окружний директор фортифікацій — інженер-підполковник артилерії Шварцлейтер та підполковник артилерії фон Ельбенштейн. Перевагу надали горі Шембека з огляду на низку тактичних та стратегічних переваг. Навесні 1849 року військова скарбниця розпочала викуповувати приватні земельні ділянки на горах Шембека (Вроновських), Познанській (Пелчинській) та Калічій (Жебрацькій). На початках залога Цитаделі мала складатися з батальйону піхоти та двох артилерійських батарей. У 1850-х роках на південь від неї планувалося спорудження трьох земляних польових фортифікаційних споруд — шанців для оборони Стрийського гостинця, але цей проєкт залишився не реалізованим.
За проєктом архітекторів — службовців Будівельної Директорії Намісництва Христофора Реззінга та Йосифа Вандрушки, у 1852—1856 роках на території Цитаделі збудували з червоної цегли головний корпус казарм та дві квадратні у плані вежі-блокгаузи по обидва боки казарми. Для підсилення оборони спорудили чотири округлі, оточені глибокими ровами максиміліанські вежі (назва походить від імені австрійського архікнязя Максиміліяна Йозефа д'Есте) для ведення артилерійського та стрілецького вогню. Дві більших із внутрішнім діаметром 36 м розміщені на північ від казарм — на горах Шембека (Вроновських) (№ 2) та Калічій (№ 1), а дві менших із внутрішнім діаметром 18 м розміщені від казарм на південь. Комунікаційні ходи між вежами, під'їзди з боку нинішньої вулиці Вітовського тощо влаштовано під захистом земляних укріплень, у південній лінії яких встановлено потужну в'їзну браму. Для того, щоби замаскувати вогневі точки, то оборонний периметр був засаджений каштанами та акаціями. Певний час на території Цитаделі існувала криниця (глибиною 47 м), пізніше — викопано ще одну — глибиною понад 30 м. Початково обидві криниці мали воду, але згодом висохли. Для запасу води у вежах встановили цистерни. У східній частині узгір'я було закладено город для офіцерської кухні.
До початку першої світової війни до складу залоги Цитаделі входив Цісарський і королівський Галицький полк піхоти № 30, де більше половини особового складу були галицькі русини. У квітні 1914 року сюди перекинули ще й 9-й батальйон фортечної артилерії. Укріплення львівської Цитаделі під час першої світової війни не відігравали важливої мілітарної ролі. У 1914 році, не демонтувавши укріплення, австрійські війська без опору залишили місто. У 1914–1915 роках у Цитаделі розміщувався російський гарнізон. Проте у листопаді 1918 року Цитадель була одним із головних форпостів в обороні столиці ЗУНР. В ніч на 1 листопада її зайняла невелика залога, що складалася з близько 20 вояків-українців під командуванням поручника Богдана Білінкевича, яка відбивала атаки поляків три дні, доки їм на підмогу 4 листопада підійшла сотня Українських Січових Стрільців під проводом сотника Осипа Букшованого. Пізніше залогу підсилила батарея гармат поручника Легіону УСС Мар'яна Кречківського. Бої тривали до 21 листопада 1918 року, а в ніч на 22 листопада українське військо залишило Львів, з ними відійшла й залога Цитаделі. По війні доступ на Цитадель був обмежений: тут розташовувався військовий гарнізон.
Крім військових, ще перед першою світовою війною у 1910-х роках на територію Цитаделі звернув увагу міський магістрат Львова, як на місце під майбутню забудову. З цією метою проводилися перемовини з військовими та банкірами, де йшлося про викуп у власність міста території, яку займають військові об'єкти і наступний її поділ на окремі земельні ділянки та й продаж під приватну забудову; прибутки від цієї оборудки мали бути поділені між містом та банком. Але намір забудувати територію Цитаделі викликало справедливе обурення громадськості Львова, зокрема, заснованого у 1911 році «Товариства приоздоблення міста Львова» (пол. Towarzystwo Upiększania Miasta Lwowa). 1912 року засновниця цього товариства Юлішова Макаревичева видала друком брошуру «Львівська цитадель», де стала пропагуватися ідея створення на височині парку та спорудження громадських будинків: «…нехай узгір'я Цитаделі стане тим, чим повинно бути: оздобою, легенями і прапором нашого міста!». Заклик знайшов відгук навіть у колах ради міста: депутат Ю. Ольшанський вніс пропозицію створити на Цитаделі на площі близько 15,5 га народний парк з літнім театром, а також збудувати палац мистецтв. Решта поверхні узгір'я мала відійти під приватні кам'яниці, які й так почали споруджуватися вздовж межі фортеці, що ускладнювало її обороноздатність. Підстави для створення парку були, оскільки значна частина плато на той час мала зелені насадження, які формували каштани, акації та алеї з хвойними породами. Цей задум не було реалізовано.
У міжвоєнний період в Цитаделі дислокувався 19 піхотний полк «Оборонців Львова». На той час Цитадель, за винятком оборонних споруд та казарм, була доступною для цивільних, а на Пелчинській горі між меншими фортами у 1923—1925 роках на південь від головної казарми було влаштовано стадіон 19 піхотного полку з дерев'яними трибунами, де відбувалися спортивні змагання та громадські імпрези. У 1928 році, до 10-ї річниці листопадових боїв, перед входом до головної казарми встановили двох кам'яних левів авторства скульптора Юзефа Стажинського та архітектора Зигмунта Гарлянда. Ситуацію ускладнило намагання Оссолінеуму провести розбудову закладу на частині прилеглого до бібліотеки узгір'я. Військові висунули певні вимоги, а вхід на Цитадель з 1928 року був недоступним та після бомбового замаху на один з фортів на початку 1930-х року увесь терен Цитаделі був огороджений, і вона знов стала закритим військовим об'єктом. Наступним кроком у 1931 році було спорудження нових бараків для військових за проєктом інженера В. Лімбергера. Ідея часткової зміни функціонального призначення території Цитаделі отримала своє продовження вже наприкінці 1930-х років. Тоді військові погодилися на виведення гарнізону за умови спорудження на місці казарм великого стадіону.
Під час Другої світової війни на всій території Цитаделі діяв концентраційний табір для військовополонених «Stalag 328», створений німецьким військовим командуванням у 1941 році. Основним місцем утримання військовополонених були казарми та центральна площа перед ними. На підставі показів свідків встановлено, що за три роки функціювання концтабору в ньому утримувалося близько 284 тис. військовополонених, з яких від хвороб, голоду та розстрілів загинуло понад 140 тис. бранців. 11 квітня 2011 року неподалік від вежі-бастіону № 2 встановлено дерев'яний хрест з написом: «Цей хрест встановлено у пам'ять про 140 тисяч вояків народів Європи — українців, французів, поляків, росіян, італійців, євреїв, білорусів, бельгійців, які захищали свій дім, свою країну і які загинули на цьому місці у нацистському концтаборі «Шталаг 328» 1941—1944 рр. Вічна їм Пам'ять».
У повоєнний час Цитадель залишалася у розпорядженні військових, що спричинило штучну її ізоляцію від решта міста. Тут дислокувалася радянська військова частина, а згодом, у 1979—1993 роках, там містився «Науково-дослідний інститут інформатики та управління ВО „Електрон“» (НДІІУ). Головний корпус, вежа-бастіон ліворуч, де містився ВЦ НДІІУ, та деякі малі будівлі по периметру площі перед Цитаделлю капітально відремонтовані силами НДІІУ. За радянських часів в одній з веж-бастіонів було фондосховище Львівської наукової бібліотеки імені Василя Стефаника.

## Сучасний стан
У радянський час територія Цитаделі перебувала у розпорядженні військових, а у середині 1980-х років Міністерство оборони СРСР передало комплекс Цитаделі ВО «Електрон». Завод хотів забудувати територію сучасними спорудами, але на це не дали дозволу. За часів Незалежності усі споруди комплексу з прилеглими територіями здебільшого перейшли у приватну власність. Територія Цитаделі перебуває у занедбаному стані, відбувається її безконтрольна приватизація та забудова.
Від радянських часів тут залишилися складські приміщення та гаражі. Вежа-блокгауз, яка належить АТ «Таскомбанк» (східна), відремонтовані з використанням сучасних оздоблювальних матеріалів. В підвалах є підлога, стіни та стелі оштукатурені, побілені; сходи з кам'яними сучасними сходинками.
Південно-східна вежа-бастіон на Познанській (Пелчинській) горі, яка височіє над долиною Пелчинського потоку (вул. Вітовського), перебуває в руїнах (ще з часів польсько-української війни 1918—1919 років). З часом у декількох місцях провалилося перекриття, у стінах утворилися величезні виломи. Всередині вежа засипана сміттям, територія перед вежею з боку входу виконує функцію організованого сміттєзвалища. Інша, південно-західна вежа — на цій же самій горі належить ЗАТ «Артор» та перебуває у задовільному стані. Тут у 2001 році були проведені ремонтно-реставраційні роботи. За результатами робіт вона втратила оборонний вал-бруствер, який був важливим інженерно-конструктивним елементом цієї вежі. Поруйновано та втрачено фрагменти механізмів звідного моста цієї вежі. Сама вежа з підвальними приміщеннями та вікнами-бійницями, оздоблена й укріплена кам'яними елементами. В'їзна брама, яка розміщена у тілі земляних укріплень південного боку, поступово руйнується від часу та дій вандалів.
Дві більші вежі-бастіони з боку центру міста — сімнадцятигранні, оточені глибокими ровами з підпірними кам'яними стінами, ескарпами та еспланадами. Вежі мають внутрішні сходи, перекриті склепіннями, приміщення забезпечені вентиляцією. Східна вежа-бастіон № 2, що на Калічій горі, 2007 року переобладнана під п'ятизірковий готель «Citadel Inn» з рестораном. Вежа-бастіон № 1, на горі Шембека (Вроновських), яка домінує над середньою частиною вул. Коперника, де під час другої світової війни розташовувався концтабір «Шталаг 328». Нині ця споруда й надалі слугує фондосховищем Львівської національної наукової бібліотеки України імені Василя Стефаника.
Рішенням Львівського міськвиконкому від 24 червня 1986 року № 330 ансамблю оборонних споруд львівської цитаделі надано статус пам'ятки архітектури місцевого значення (охоронний № 724-м). Для збереження ансамблевості оборонних споруд та й самі споруди львівської цитаделі, було визначено створити на території узгір'я ландшафтно-архітектурний парк «Цитадель» (рішення Львівського міськвиконкому від 19 травня 1988 року № 177). 
5 листопада 2004 року рішенням виконавчого комітету Львівської міської ради № 1150 «Про визначення меж території та охоронної зони історико-культурного ландшафтного комплексу „Цитадель“ у м. Львові» було погоджено опрацьовані інститутом «Укрзахідпроектреставрація» на замовлення управління охорони історичного середовища межі території та охоронної зони історико-культурного ландшафтного комплексу “Цитадель“ у місті Львові, які проходили вулицями Вітовського, Коперника, Стефаника, Мартовича, Грушевського, Франка. Постановою Кабінету Міністрів України від 10 жовтня 2012 року № 929 ансамбль оборонних споруд львівської цитаделі — місце концентраційного табору «Шталаг 328» — внесено до реєстру нерухомих пам'яток історії, архітектури, містобудування національного значення під охоронним № 130026-н.

## Легенди
Наприкінці XIX століття колишні офіцери австрійської армії розповідали цікаву історію. Казали, що на узгір'ї Цитаделі у Львові колись жила пані, яка за життя навідріз відмовлялася продати державі свій будинок, а по смерті лякала усіх, хто бував у її обійсті. Військові розігрували в карти, хто ж проведе ніч у її будинку. Польський історик Францішек Яворський навіть згадував, що львів'яни неодноразово із захватом спостерігали, як австрійські офіцери у білих підштаниках опівночі вискакували з її будинку, втікаючи звідти щодуху.

## Галерея

Вежа-бастіон на Познанській горі під час Польсько-української війни (1918—1919)
Концтабір у форті на горі Шембека під час Другої світової війни
Вежа смерті концтабору «Шталаг 328» на Калічій Горі під час Другої світової війни
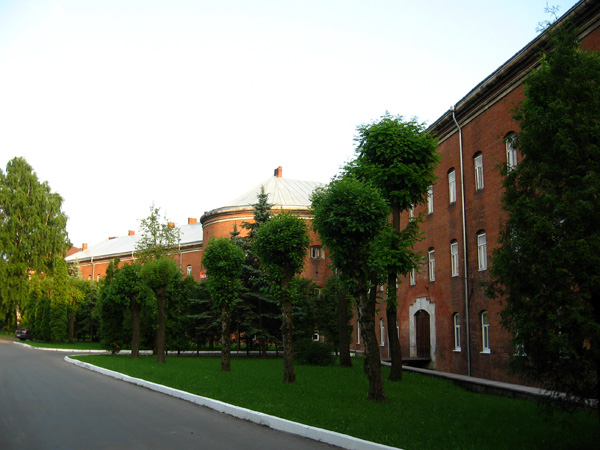
Триповерховий корпус казарм. Сучасний вигляд
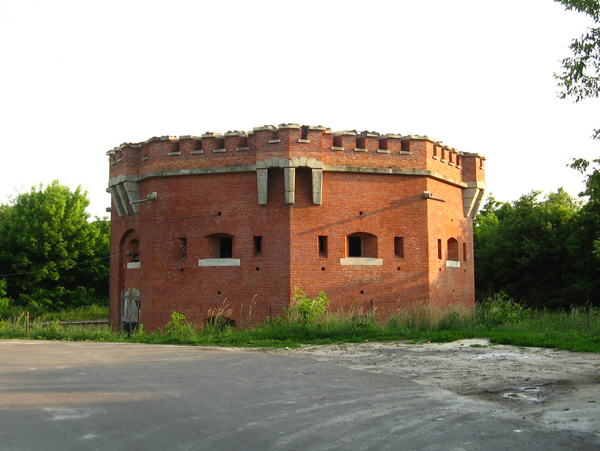
Форт з іншого боку Познанської гори. Сучасний вигляд
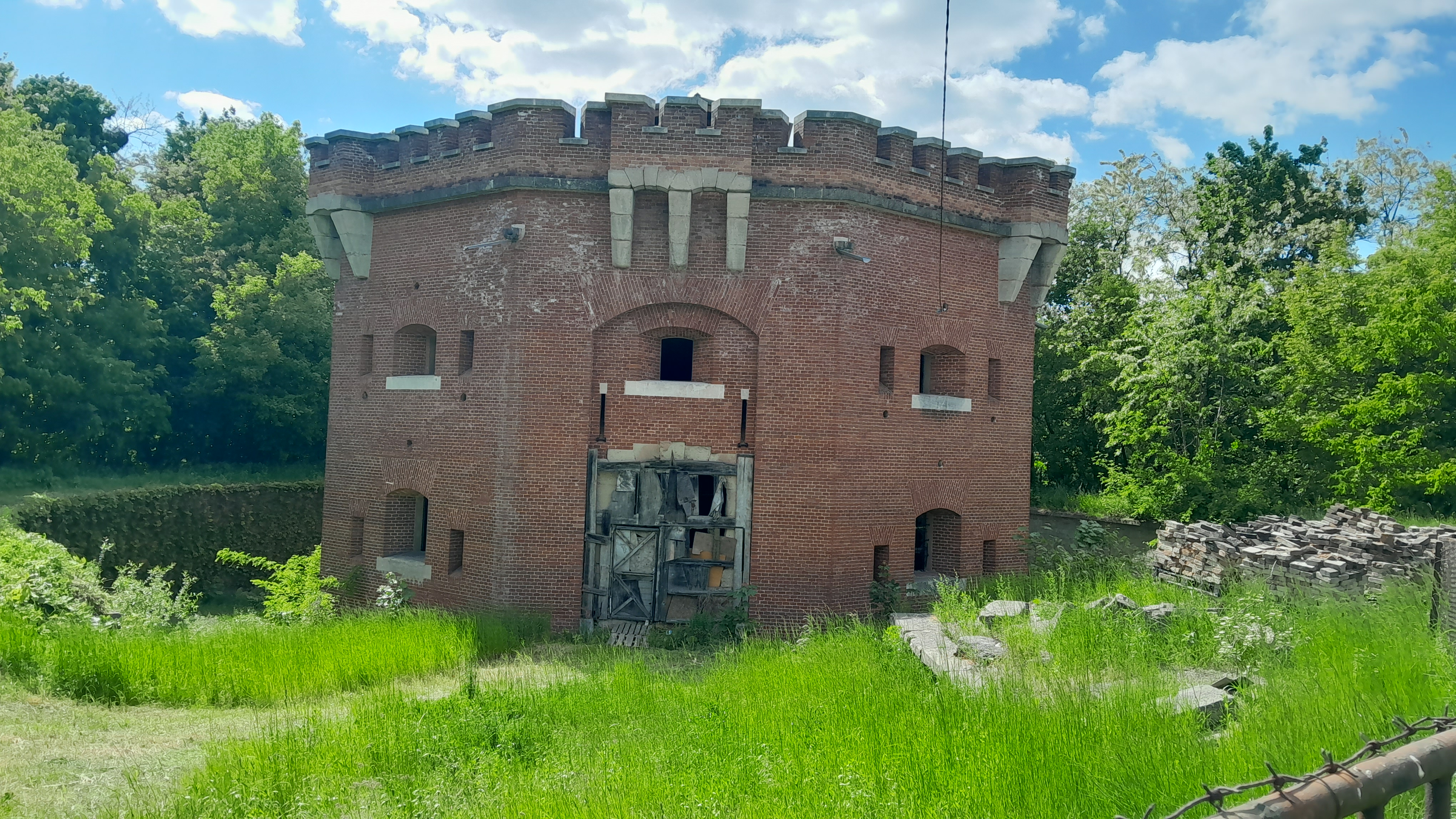
Форт на Познанській (Пелчинській) горі
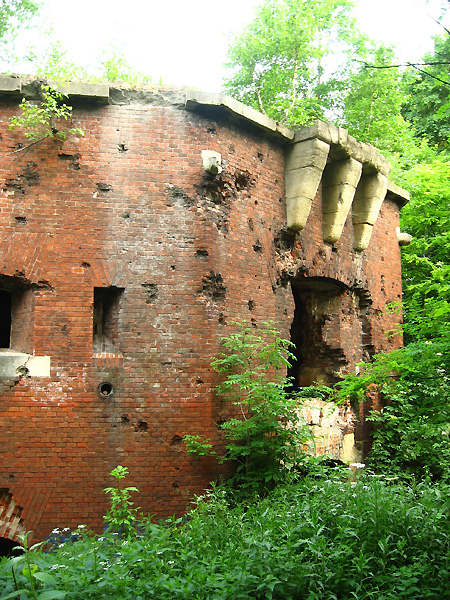
Зруйнований форт на Познанській горі. Сучасний вигляд
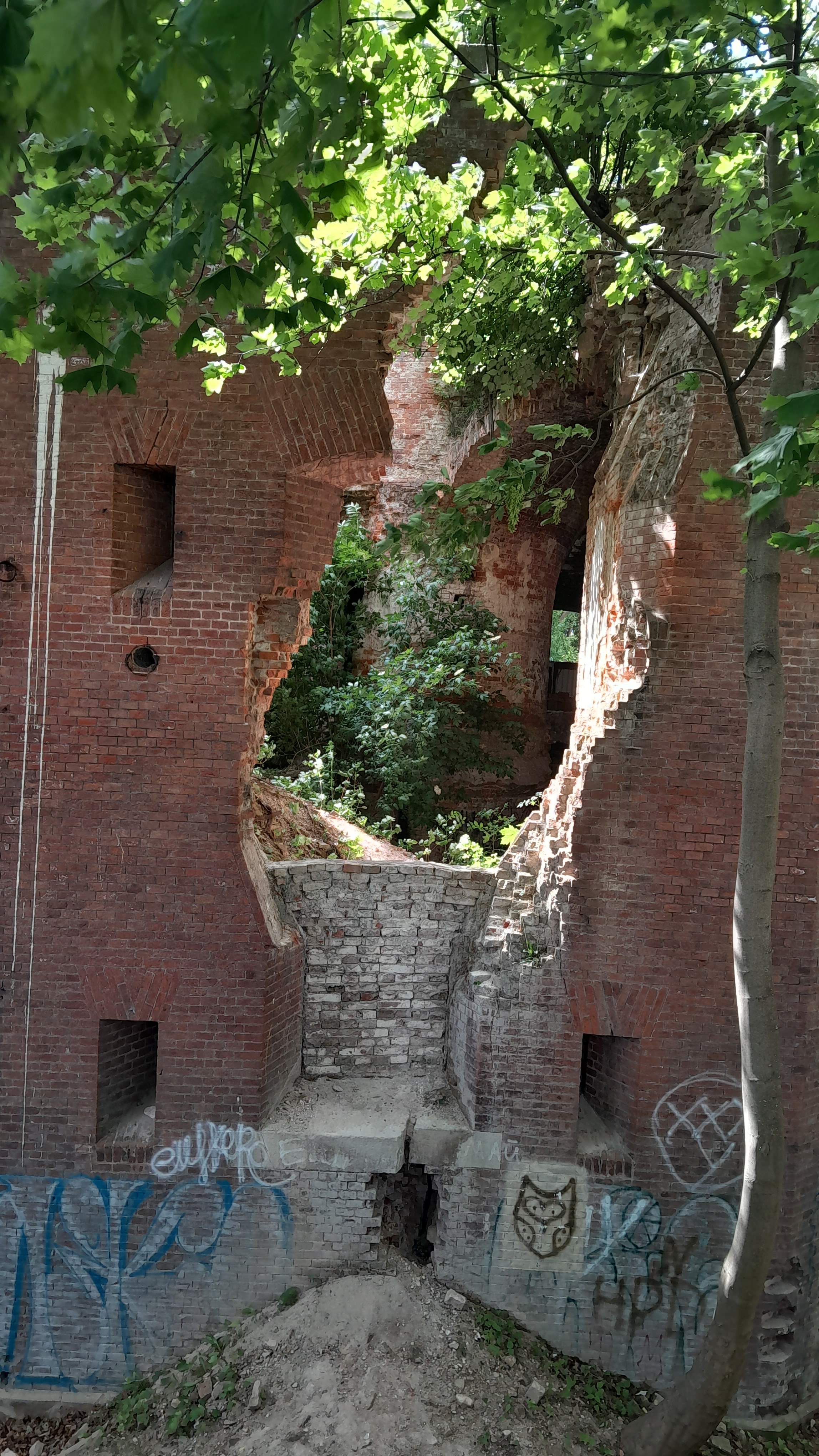
Зруйнований форт на Познанській горі. Сучасний вигляд
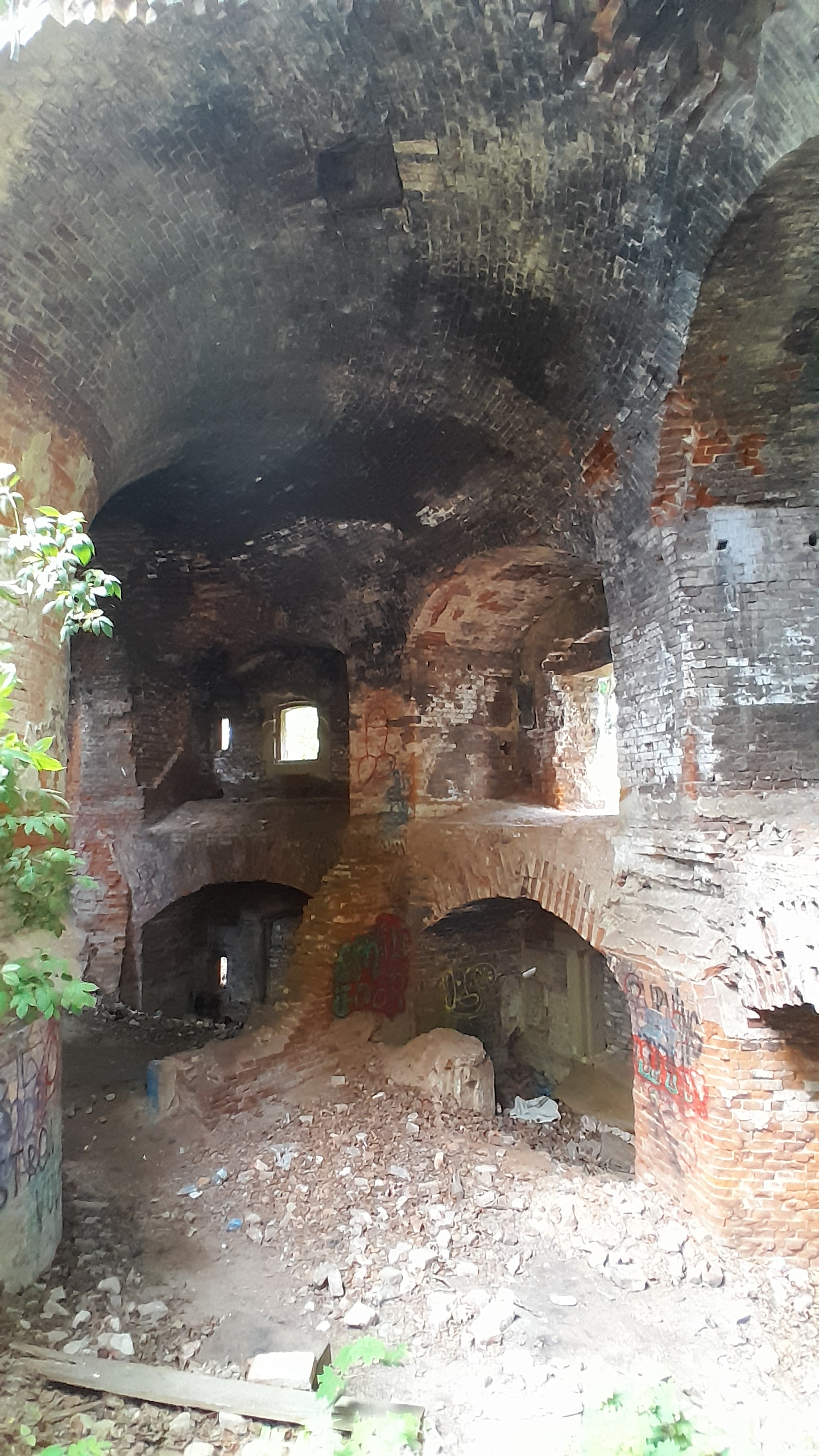
Зруйнований форт на Познанській горі. Сучасний вигляд
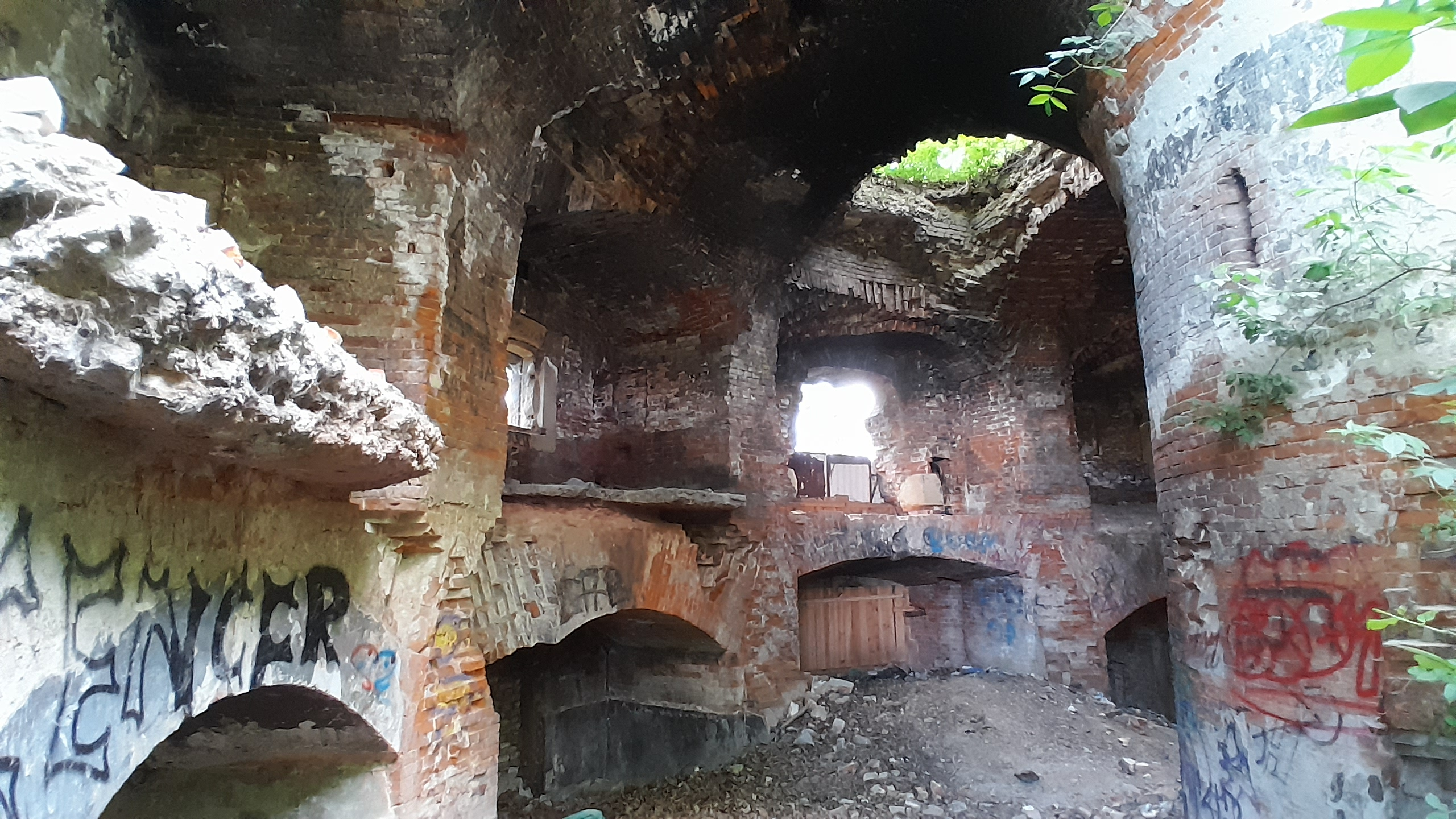
Зруйнований форт на Познанській горі. Сучасний вигляд
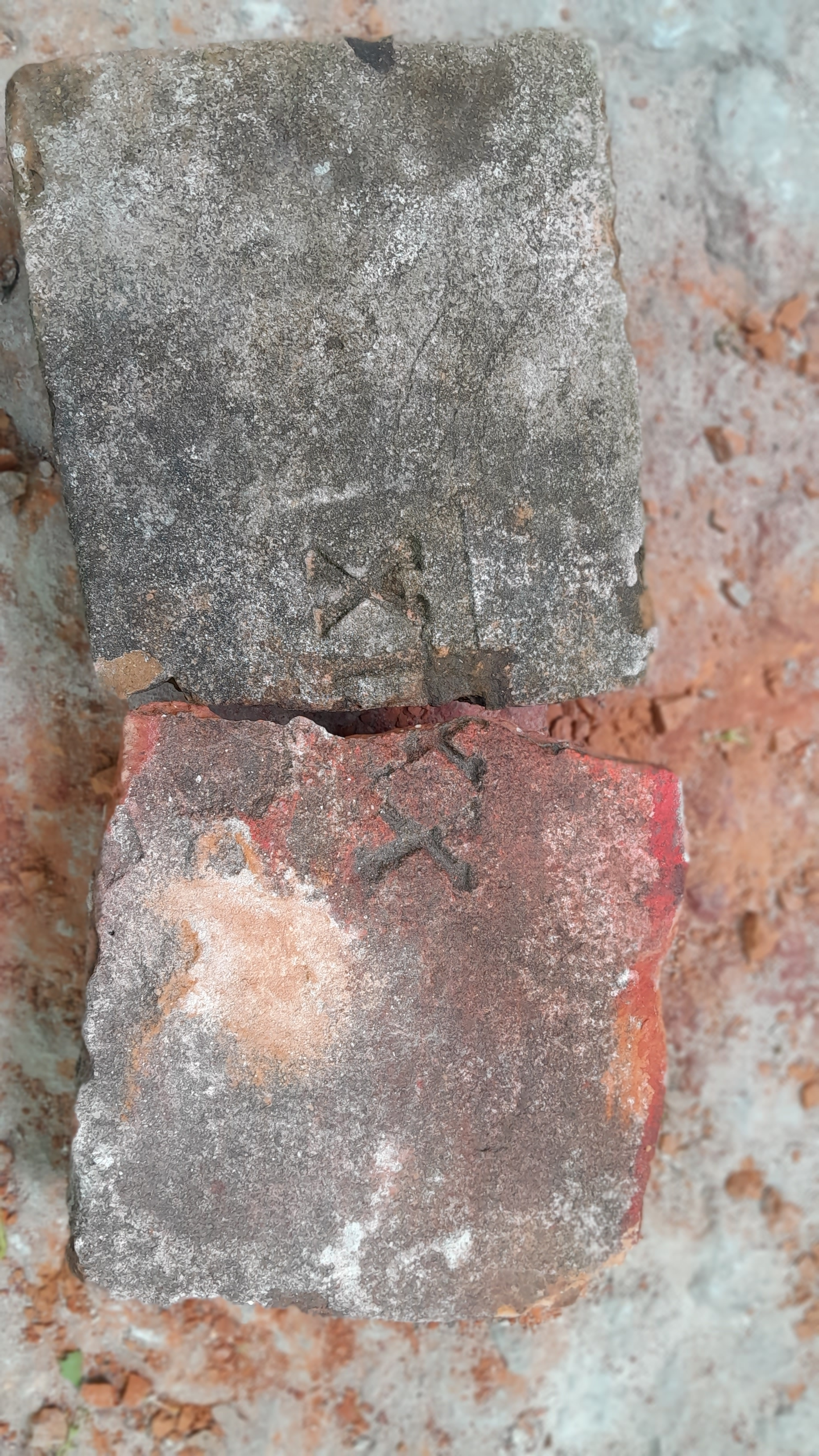
Зруйнований форт на Познанській горі. Сучасний вигляд
Готель «Цитадель Інн» у форті на Калічій Горі